# Johan Öhrling
Johan Samuel Öhrling, född 18 mars 1718 i Örträsk, död 8 maj 1778 i Jokkmokks socken, var en präst i Svenska kyrkan och språkvetare med inriktning på samiska. 

## Biografi
Johan Öhrling var son till nybyggaren Samuel Samuelsson och Anna Adamsdotter, samt sonsons son till Örträsks grundare Johan Philipsson (med tillnamnet Hilduinen). Öhrling gick i Lycksele skola 1727–1729 under Pehr Fjellströms tid. Efter avlagd prästexamen blev Öhrling skolmästare i den nyinrättade lappskolan i Arjeplog 1742, kyrkoherde i Arjeplogs församling 1758 och kyrkoherde i Jokkmokks församling 1775. Tillsammans med kyrkoherden i Lycksele församling, Erik Lindahl, utarbetade Johan Öhrling Lexicon Lapponicum, en omfattande samisk ordbok som utgavs 1780.